# Komoda
Komoda  (фр. commode) onizak ormar sa fijokama u našem narodu se još zvao sanduk koji je bio deo nameštaja skoro svake kuće.
Кomodа je bilo koji od mnogih komada nameštaja. Oksfordski engleski rečnik ima više značenja „komoda“. Prva relevantna definicija glasi: „Komad nameštaja sa fiokama i policama; u spavaćoj sobi neka vrsta složenog ormana (kao na francuskom); u salonu velika (i uglavnom staromodna) vrsta šifonjera.” Salon je sam po sebi termin za svečanu prijemnu sobu, a šifonjer je, u tom smislu, mali kredenac koji datira s početka 19. veka.
Drugo potvrđeno značenje je umivaonik, komad nameštaja opremljen umivaonikom, bokalom i držačem peškira, a često i prostorom za odlaganje nokšira iza zatvorenih vrata. Umivaonik u spavaćoj sobi prethodi zatvorenim kupatilima i tekućoj vodi.
U britanskom engleskom, „“ je standardni izraz za komodnu stolicu, često na točkovima, koja zatvara nokšir - kakva se koristi u bolnicama i domovima invalida. U Sjedinjenim Državama, „“ je kolokvijalni sinonim za toalet sa ispiranjem.
Reč comoda potiče od francuske reči za „zgodan“ ili „pogodan“, što pak dolazi od latinskog prideva commodus, sa sličnim značenjima.

## Istorija i tipovi

### Francuska
Ovaj izraz potiče iz rečnika francuskog nameštaja od oko 1700. godine. U to vreme, komoda je označavala kabinet ili orman sa fijokama, dovoljno nisku da je sedela u visini dado šine (à hauteur d'appui). To je bio komad furniranog kutijastog nameštaja mnogo širi nego što je bio visok, podignut na visokim ili niskim nogama.
Komode su pravili ebenisti; francuska reč za „proizvođača kabineta“ izvedena je od ebanovine, crnog tropskog tvrdog drveta, poznatog kao strani luksuz. Prekrasno drvo bilo je upotpunjeno ormoluom (prevlačenje fioka sa pozlaćenom bronzom). Ovaj komad nameštaja imao bi mermernu ploču odgore, odabranu da odgovara mramoru ploče kamina.
Komoda je zauzimala istaknuto mesto u sobi za koju je bila namenjena: stajala je uz stub između prozora, u kom slučaju bi je često nadvisivala staklena ogledala, ili bi par identičnih komoda stajao pored dimnjaka ili zauzimao središte svakog krajnjeg zida.
Bomba komode, sa površinama oblikovanim u tri dimenzije, bile su odlike rokoko stila zvanog „Luj Kvinzi“. Pravolinijske neoklasične, ili „Luj Siz“ komode mogu imati tako duboke fioke ili vrata da su stopala bila u en toupie - u suženom ostruganom obliku dečjeg vrtišta. Rokoko i neoklasične komode mogu imati ormariće koji okružuju glavnu sekciju, u kom slučaju takav komad je bio commode à encoignures; parovi ugaonih kabineta takođe mogu biti dizajnirani da dopunjuju komodu i stoje u bočnim uglovima sobe. Ako je komoda imala otvorene police uz glavni deo, to je bila komoda à l'anglaise; ako nije imao zatvorene fioke, bila je to komoda à vantaux.
Pre sredine osamnaestog veka komoda je postala toliko potreban nameštaj da se mogla izrađivati u menuiserie (stolariji), od masivnog obojenog hrasta, oraha ili voćaka, sa urezanom dekoracijom, tipičnom za francuski provincijski nameštaj.

### Engleska
U svetu engleskog govornog područja, reč komoda je sredinom osamnaestog veka ušla u jezik proizvođača kabineta u Londonu, kao naziv za komode sa graciozno zakrivljenim licima fioka, a ponekad i sa oblikovanim bokovima, za koje se smatra da su po „francuskom“ ukusu. Tomas Čipendejl je termin „francuski komodni stolovi“ koristio za opisivanje tih dizajnova u delu The Cabinet-Maker and Upholsterer's Director (1753), a Ins i Majhju su ilustrovali „komodni orman sa fijokama“, ploča xliii, u njihovom Univerzalnom sistemu nameštaja za domaćinstvo, 1759–62. Džon Glog primećuje da je značenje komode prošireno da opisuje bilo koji komad nameštaja sa serpentinskim prednjim delom, kao što je toaletni stočić, ili čak sedište stolice. Glog ističe da se dizajni Tomasa Šerera za dve „komodna ormana za odelo“ ilustrovana u knjizi The Cabinet-Makers' London Book of Prices, 1788, tablica 17, ponavljaju, ali kao „serpentinski šifonjeri“, u delu The Prices of Cabinet Work, 1797 izdanje.

## Toalet
U britanskom engleskom, „“ je standardni izraz za komodnu stolicu, često na točkovima, koja obuhvata nokšir - kakva se koristi u bolnicama i domovima invalida. (Istorijski ekvivalent je zatvorena stolica, otuda poželjena i prestižna pozicija staratelj stolice za dvorjanina bliskog monarhu.) Ovaj komad nameštaja na francuskom je nazvan chaise percée („probušena stolica“); slični predmeti su specifično pravljeni kao pokretni bidei za pranje.
U Sjedinjenim Državama, „“ je kolokvijalni sinonim za WC šolju, posebno na jugu.
- Muzejska kolekcija toaleta, nokšira, kada, etc. Modernna toilet komoda je sa desne strane.
- Teška drvena toaletna komoda iz 19. veka

## Literatura
- Campbell, Gordon (2006). The Grove Encyclopedia of Decorative Arts: (Two-volume Set). 1. Oxford University Press. стр. 61, 331, 479. ISBN 9780195189483.
- Loomis IV, Frank Farmer (2011). Antiques 101: A Crash Course in Everything Antique (2 изд.). Krause Publications. стр. 59. ISBN 9781440227387.
- Овај чланак укључује текст из публикације која је сада у јавном власништву: Chisholm, Hugh, ур. (1911). „Lowboy”.  (на језику: енглески). 17 (11 изд.). Cambridge University Press. стр. 72.
- Collins English Dictionary (2 изд.). William Collins Sons & Co. Ltd. 1986. ISBN 0 00 433134-6.
- Вујаклија Милан, Лексикон страних речи и израза, Просвета, Београд, 1991. година
- Ernest Joyce (1970). Encyclopedia of Furniture Making. Revised and expanded by Alan Peters. Sterling Publishing. ISBN 978-0-8069-6440-9..  (Paperback)
- John L. Feirer (1988). Cabinetmaking and Millwork. Fifth Edition. Glencoe Publishing Company. ISBN 978-0-02-675950-2.
- Dějiny nábitkového umění, F. Cimburek-Jan Halák-Karel Herain-Zdenek Wirth, Brno 1948.
- Blakemore, Robbie G. (2006). History of interior design & furniture: from ancient Egypt to nineteenth-century Europe. J. Wiley & Sons. ISBN 978-0-471-46433-4.
- Britannica, Encyclopædia (23. 2. 2016). „Furniture”. Архивирано из оригинала 16. 5. 2016. г. Приступљено 16. 5. 2016.
- Gadalla, Moustafa (2007). The Ancient Egyptian Culture Revealed. Tehuti Research Foundation. ISBN 978-1-931446-27-3.
- Litchfield, Frederick (2011). Illustrated History of Furniture. Arcturus Publishing. ISBN 978-1-84837-803-2.
- Lucie-Smith, Edward (1979). Furniture: A Concise History. Thames and Hudson. ISBN 978-0-500-18173-7.
- Metropolitan Museum of Art (1999). Egyptian Art in the Age of the Pyramids. New York: Metropolitan Museum of Art. ISBN 978-0-87099-907-9.
- Smardzewski, Jerzy (2015). Furniture Design. Springer. ISBN 978-3-319-19533-9.
- Solodow, Joseph B. (2010). Latin Alive: The Survival of Latin in English and the Romance Languages. Cambridge University Press. ISBN 978-1-139-48471-8.
- Weekley, Ernest (2013). An Etymological Dictionary of Modern English. Courier Corporation. ISBN 978-0-486-12287-8.
- Kenny, Peter M.; Safford, Frances Gruber; Vincent, Gilbert T. „American kasten : the Dutch-style cupboards of New York and New Jersey, 1650-1800” (PDF). Metropolitan Museum of Art Libraries.
- Morse, Frances Clary (1917). „Bureaus and Washstands”. Furniture of the Olden Time. Macmillan. OCLC 1000324925.
- Burkette, Allison (1. 5. 2001). „The story of chester drawers” (PDF). American Speech. 76 (2): 139—157. ISSN 0003-1283. doi:10.1215/00031283-76-2-139. eISSN 1527-2133.
- Barnwell, Maurice. Design, Creativity and Culture. 2011. ISBN 978 1 907317 408., Black Dog,
- Barnwell, Maurice. Design Evolution: Big Bang to Big Data,Toronto. 2014.  978-0-9937396-0-6.
- Benton, Charlotte (2000). „Design and Industry”.  Ур.: Kemp, Martin. The Oxford History of Western Art. Oxford: Oxford University Press. стр. 380—383. ISBN 0198600127.
- Forty, Adrian. Objects of Desire: Design and Society Since 1750. Thames Hudson, May. 1992.  978-0-500-27412-5.
- Heskett, John (1980). Industrial Design. Thames & Hudson. ISBN 0500201811.
- Kirkham, Pat (1999). Industrial design. Grove Art Online. Oxford University Press.
- Mayall, WH, Industrial Design for Engineers, London: Iliffe Books. 1967.  978-0592042053.
- Mayall, WH, Machines and Perception in Industrial Design, London: Studio Vista. 1968.  978-0289279168.
- Meikle, Jeffrey. Twentieth Century Limited: Industrial Design engineering in America, 1925 - 1939'. ,  Philadelphia: Temple University Press. 1979. ISBN 978-0877222460.
- Noblet, Jocelyn de (1993). „Design in Progress”.  Ур.: Noblet, Jocelyn de. Industrial design: reflection of a century. Paris: Flammarion/APCI. стр. 21—25. ISBN 2080135392.
- Pirovano, Carlo, ур. (1991). „Forms of Representation”. History of Industrial Design. 1. Milan: Electa. стр. 108—127. OCLC 32885051.
- Moaveni, Saeed (јануар 2015). Engineering Fundamentals: An Introduction to Engineering, By Saeed Moaveni, pg 273. ISBN 9781305537880.
- Monbiot, George (1992). Mahogany is Murder: Mahogany Extraction from Indian Reserves in Brazil. Friends of the Earth. ISBN 978-1-8575-0160-5.
- Bruck, Matt (2005). Guitar World Presents Guitar Gear 411. Alfred Music Publishing. стр. 6. ISBN 978-0-7579-4061-3.
- Hirst, Tom (2003). Electric Guitar Construction. Hal Leonard Corporation. стр. 11. ISBN 978-1-57424-125-9.
- Appelhans, Marc S.; Bayly, Michael J.; Heslewood, Margaret M.; Groppo, Milton; Verboom, G. Anthony; Forster, Paul I.; Kallunki, Jacquelyn A.; Duretto, Marco F. (2021). „A new subfamily classification of the Citrus family (Rutaceae) based on six nuclear and plastid markers”. Taxon. 70 (5): 1035—1061. doi:10.1002/tax.12543 .
- Engler, A. (1896). „Rutaceae”.  Ур.: Engler, A.; Prantl, K. Die natürlichen Pflanzenfamilien. III(4). Leipzig: Engelmann.
- Groppo, M.; Kallunki, J.A.; Pirani, J.R.; Antonelli, A. (2012). „Chilean Pitavia more closely related to Oceania and Old World Rutaceae than to Neotropical groups: Evidence from two cpDNA non-coding regions, with a new subfamilial classification of the family”. PhytoKeys (19): 9—29. PMC 3597001 . PMID 23717188. doi:10.3897/phytokeys.19.3912.
- Morton, Cynthia M.; Telmer, Cheryl (2014). „New Subfamily Classification for the Rutaceae”. Annals of the Missouri Botanical Garden. 99 (4): 620—641. S2CID 85667129. doi:10.3417/2010034.
- Chase, Mark W.; Cynthia M. Morton; Jacquelyn A. Kallunki (август 1999). „Phylogenetic relationships of Rutaceae: a cladistic analysis of the subfamilies using evidence from RBC and ATP sequence variation”. American Journal of Botany. Botanical Society of America. 86 (8): 1191—1199. JSTOR 2656983. PMID 10449399. doi:10.2307/2656983 .
- Edwards, Ralph; Jourdain, Margaret (1955). Georgian Cabinet-Makers..
- Gilbert, Christopher (1978). The Life and Work of Thomas Chippendale (2 vols.). New York: Macmillan.. The standard work.